# أليكس عودة
أليكس عودة (4 أبريل 1944- 11 أكتوبر 1985) هو ناشطٌ عربي- أمريكي (على وجه التحديد: فلسطيني- أمريكي) مناهض للتمييز، وقد قُتِلَ عودة في تفجيرٍ فيما كان يقومُ بفتح باب مكتبهِ في 1985 شرق الشارع السابع عشر في سانتا أنا، كاليفورنيا. كان عودة المدير الإقليمي للّجنة مكافحة التمييز الأمريكية- العربية في الساحل الغربي.

## حياته ومقتله
ولد في أسرةٍ مسيحية فلسطينية (لاتين كاثوليك) في جفنا بالضفة الغربية، هاجر عودة للولايات المتحدة عام 1972. كان محاضرًا وشاعرًا نُشِرَ لهُ ديوان شعر يحمل اسم همسات في المنفى.
تعرض مكتب بوسطن للّجنة مكافحة التمييز العربي لهجومٍ في 16 أغسطس عام 1985، ممّا أدّى إلى إصابة أثنين من الضبّاط.
وجاء تفجير سانتا آنا في اليوم التالي لإنتهاء هجوم أكيلي لاورو برعاية منظمة التحرير الفلسطينية الّذي قُتِلَ فيه اليهودي الأمريكي ليون كلنغ هوفر. وفي الليلة الّتي سبقت وفاته نفى عودة لوسائل الاعلام تورّط منظمة التحرير الفلسطينية في حادثة الإختطاف، يوم مقتلهُ كان من المقرر أنْ يتحدثَ في صلاة الجمعة في كنيس يهودي في نافورة فالي، كاليفورنيا.
قبل مقتلهُ بفترةٍ قصيرة، ظهر عودة في برنامج تلفزيوني (نايتلاين). وتضمّن البرنامج مناظرةً كلاميةً بين عودة وبين ممثل عن رابطة الدفاع اليهودية، وهي منظمةٌ يهوديةٌ متشدّدة مسلحة تمّ تصنيفها من قبل مكتب التحقيقات الفيدرالي مكتب التحقيقات الفيدرالي كمجموعةٍ إرهابية متورّطة في العديد من الهجمات داخل الولايات المتحدة.

## ردود الافعال على مقتله
أدانتْ رابطة مكافحة التشهير واللجنة اليهودية الأمريكية على حدٍ سواء مقتل عودة. كما أرسل رئيس الولايات المتحدة رونالد ريغان رسالة يعبّر فيها عن أسفه.
أّما ايرف روبن، الّذي أصبح رئيساً لرابطة الدفاع اليهودية في العام نفسه، فقد قام على الفور بالعديد من التصريحات العامة في رد فعل على الحادث بأنّه «ليس لدي دموع أذرفها على السيّد عودة»، وقال روبين «لقد نال فعلاً ما يستحقه». وقال أيضا: «استخدمت دموعي لبكاء ليون كلنج هوفر».

## التحقيقات الجنائية حول الحادث
بعد موت عودة بأربعة أسابيع، قام لين بونر المتحدث باسم مكتب التحقيقات الفيدرالي بتحميل رابطة الدفاع اليهودية مسؤولية هذا التفجير وكذلك تفجيرين آخرين. وقام روبين مكتب التحقيقات الفيدرالي بإتهام منظمته دون أدلة ملموسة
وفي فبراير عام 1986، صنف مكتب التحقيقات الفيدرالي التفجير الّذي قتل اليكس عودة كعملٍ إرهابي.
في يوليو صرح المكتب أنّ رابطة الدفاع اليهودية كانت «على الأرجح» المسؤول عن هذا الهجوم وأربعة آخرين، ولكن الإسناد النهائي لاتهام رابطة الدفاع اليهودية أو أيّ جماعةٍ أخرى «يجب أنْ ينتظرَ مزيداً من التحقيقات المستقبلية». نفى روبين مرّة أخرى تورط رابطة الدفاع اليهودية. وذكر أن «ما يقوم به مكتب التحقيقات الفيدرالي بسيط»، «بعض الشخصيات تقوم بإستدعاء وكالات الأنباء أو أياً كان، وإستخدام هذه العبارة الإتهامية مراراً وتكراراً... وعلى أساس هذا الإفتراض يمكن أنْ تذهبَ وتقوم بالإفتراء على مجموعةٍ كاملة، وهذا مأساوي». وقامتْ رابطة الدفاع اليهودية بنفي تورّطها في قتل عودة.

في أبريل 1994، بمناسبة ذكرى أليكس عودة تمّ إنشاء تمثال نصب تذكاري بواسطة النّحات الجزائري-الأمريكي خليل بن الديب، أقيم أمام المكتبة المركزية سانتا آنا على الرغم من احتجاجات من قبل رابطة الدفاع اليهودية. في 11 أكتوبر 1996، في الذكرى الحادية عشرة لاغتيالهِ، قام بعض المخربين بتشويه التمثال. في 6 شباط، 1997 قام بعض المخربين برش جالونين من الطلاء الأحمر على التمثال. وعلق رئيس رابطة الدفاع اليهودية ايرف روبن: «أعتقد أنّ الرجل (عودة) هو مجرمُ حربٍ». ودعتْ اللّجنة الأمريكية العربية لمكافحة التمييز لجهود أكبر من الحكومة للقبض على قتلة عودة.
في 27 أغسطس 1996، أعلن مكتب التحقيقات الفيدرالي مكافأةً ماليةً قدرها 1000000$ لمَنْ يُدلي بمعلوماتٍ تؤدي إلى القبض على قتلة عودة. ولا تزال هذه المكافأة سارية المفعول.
في عام 2007، كشف مكتب التحقيقات الفيدرالي أنّهم قد تلقوا معلومات من مخبرٍ سابق، بأنّه يعتقدُ أنّ عضو رابطة الدفاع اليهودية السابق إيرل كروجل قد يكون وراء الحادث، وهو الّذي كان قد حُكِمَ عليه بالسجن لمدّة 20 عاماً في السجن الإتحادي لعام 2001 بسبب مؤامرات لتفجير مسجد في جنوب كاليفورنيا ومكتب عضو عربي في الكونغرس الأميركي. ويعتقد أيضاً اشتراك ايرف روبن، الّذي توفي في السجن في إنتظار محاكمته على التهم نفسها، كشفتْ كروغل أسماء المسؤولين عن مقتل عودة. كروجل أيضا، توفي في السجن. ويعتقد أنّ المهاجمين «ليكون مانينغ» وأثنين من نشطاء رابطة الدفاع اليهودية الأخرى، كيث فوكس وأندي غرين، الّذين فرّوا أيضاً إلى إسرائيل، يعتقد أنّهم يعيشون في «كريات أربع».
وتواصل لجنة مكافحة التمييز الأمريكية العربية تكريم ذكرى عودة والدعوة لمحاكمة القتلة.